# 那牙市 (宿霧省)
那牙市，是菲律宾宿霧省的一座城市。根据2020年的人口普查，它的人口为133,184人。那牙市北面与明拉尼拉镇接壤，西面是托莱多市，东面是宿务海峡，南面是圣费尔南多镇 。那牙于1829年6月12日成为自治市。